# Noville (Luik)
Noville is een plaats en deelgemeente van de Belgische gemeente Fexhe-le-Haut-Clocher. Noville ligt in de Waalse provincie Luik en was tot 1 januari 1965 een zelfstandige gemeente.

## Bezienswaardigheden
- De Tumulus van Noville
- De Sint-Pieterskerk (Église Saint-Pierre) is een neogotisch kerkgebouw van 1868 dat een 17e-eeuwse kapel verving.

## Natuur en landschap
De hoogte aan de kerk bedraagt 163 meter.

## Demografische ontwikkeling
- Bronnen:NIS, Opm:1831 tot en met 1961=volkstellingen

Eind 2006 telde Noville 378 inwoners.

## Nabijgelegen kernen
Fexhe-le-Haut-Clocher, Jeneffe